# 박선영 (1956년)
박선영(朴宣映, 1956년 4월 6일 ~ )은 대한민국 언론인 출신의 대학 교수, 정치인, 사회 운동가이다. 본명은 박운희였는데 박선영으로 개명하였다. 자유선진당 소속 비례대표 제18대 국회의원이었다.

## 생애

### 초기 활동
원래 집에서 불리던 이름은 박연희였는데 어릴 때 행정착오로 박운희가 되었고 이후 박선영으로 개명했다고 밝혔다. 남편은 판사 출신인 민일영 전 대법관이다. 국민의힘 소속 강원도지사 김진태와 사촌 관계이다.

### 기자 생활과 교수 생활
MBC에 입사하여, MBC에서 13년간 기자 생활을 한 뒤 법학과 교수로 변신하였고 정치인으로 변신하였다. 박선영은 이화여자대학교 4학년 때 MBC에 입사하여 여름방학인 1977년부터 1989년 2월까지 기자 생활을 했다. 언론과의 인터뷰를 통해 처음에는 MBC 아나운서를 1년 6개월 정도 한 뒤 보도국으로 옮겨 근무했다고 밝혔다. 기자 생활 중 이름을 박운희에서 선영으로 고쳤다.
이후 서울대학교 대학원에서 법학 박사 학위를 취득하며 대학 교수(가톨릭대학교, 동국대학교)의 길도 걸었다.

### 정치 활동
박선영 의원은 2011년 1월 10일, 자유선진당 대변인으로 1,000일을 맞아 대한민국 정당 정치 사상 최장수 여성 대변인 기록을 세웠다.

## 학력
- 이화여자대학교 법과대학 졸업(법학사)
- 이화여자대학교 대학원 법학과 석사과정 졸업, 법학석사(학위논문명 - 미국에 있어서의 방송의 자유와 법적제한 : 미연방대법원의 판례를 중심으로) - 개명 전 이름으로 학위를 받음
- 서울대학교 대학원 법학과 박사과정 졸업, 법학박사(학위논문명: 반론권에 관한 비교헌법학적 고찰) - 개명 전 이름으로 학위를 받음

## 경력
- 1977년 ~ 1989년: MBC 보도국 기자
- 2000년 ~ 2002년: 서울대학교 법과대학 BK21 계약교수
- 2000년 ~ 2003년: 서울대학교 법과대학 법학연구소 연구교수
- 2003년 ~ 2007년: 가톨릭대학교 법과대학 교수
- 2003년 ~ 2007년: 국무총리행정심판위원회 위원
- 2006년 ~ 2008년: 원자력 안전위원회 위원
- 2006년 ~ 2008년: 국민권익위원회 위원
- 2007년 ~ 2008년: 한국공법학회 부회장
- 2007년 ~ 2008년: 한국헌법학회 부회장
- 2006년: 한국지방자치법학회 부회장
- 2007년 10월 ~ 2018년 2월: 동국대학교 법과대학 법학과 조교수
- 2008년 4월: 자유선진당 대변인
- 2009년: 외교통상통일위원회 위원
- 2009년: 독도영토수호대책특별위원회 위원
- 2009년: 여성가족위원회 위원
- 2009년: 유럽 헌법학회 부회장
- 2008년 5월 ~ 2012년 5월: 제18대 국회의원(비례대표/자유선진당)
- 2010년 5월 ~ 2012년 5월: 외교통상통일위원회 위원
- 2011년 4월: 자유선진당 정책위원회 의장
- 2012년 ~ : 사단법인 물망초 이사장
- 새누리당 상임위원
- 2016년 3월 ~ 2021년 8월: 동국대학교 법과대학 법학과 부교수
- 2016년 12월 29일: 대한법률구조공단 비상임이사
- 2019년 9월: 자유한국당 저스티스 리그 이사회 공동위원장
- 대한민국헌정회 홍보편찬위원회 편집위원
- 2023년 4월 대한민국헌정회 이사
- 2024년 12월 ~ : 제3대 2기 진실·화해를위한과거사정리위원회 위원장

## 역대 선거 결과
|  | 6.84% |

|  | 36.15% |

|  | 23.10% |